# Carlo Galli (futbolista)
Giancarlo Galli (Montecatini Terme, Italia, 6 de marzo de 1931-Roma, 6 de noviembre de 2022), más conocido como Carlo Galli (pronunciación en italiano: /(dʒaŋ)ˈkarlo ˈɡalli/), fue un futbolista y dirigente deportivo italiano. 

## Carrera deportiva
En su etapa como jugador profesional se desempeñaba como delantero.
Su tío Remo también fue futbolista. Fue director deportivo de la Lazio desde 1966 hasta 1971. Posteriormente, abrió una agencia hípica junto a Nello Governato y Ferruccio Mazzola.

## Selección nacional
Fue internacional con la selección de fútbol de Italia en 13 ocasiones y convirtió 5 goles. Fue convocado para disputar la Copa del Mundo de 1954. También jugó algunos partidos con la selección "B", con la cual ganó Copa del Mediterráneo, y la selección militar.

### Participaciones en Copas del Mundo
| Mundial                        | Sede  | Resultado      | Partidos | Goles |
| ------------------------------ | ----- | -------------- | -------- | ----- |
| Copa Mundial de Fútbol de 1954 | Suiza | Fase de grupos | 2        | 1     |

## Clubes
| Club    | País   | Año       |
| ------- | ------ | --------- |
| Palermo | Italia | 1949-1951 |
| Roma    | Italia | 1951-1956 |
| Milan   | Italia | 1956-1961 |
| Udinese | Italia | 1961      |
| Genoa   | Italia | 1961-1963 |
| Lazio   | Italia | 1963-1966 |

## Palmarés

### Campeonatos nacionales
| Título  | Club  | País   | Año  |
| ------- | ----- | ------ | ---- |
| Serie B | Roma  | Italia | 1952 |
| Serie A | Milan | Italia | 1957 |
| Serie A | Milan | Italia | 1959 |
| Serie B | Genoa | Italia | 1962 |

### Distinciones individuales
| Distinción                                   |
| -------------------------------------------- |
| Incluido en el Salón de la Fama del AC Milan |